# Òmicron1 Canis Majoris
|  | No s'ha de confondre amb Òmicron2 Canis Majoris. |

Òmicron¹ Canis Majoris (ο¹ CMa / 16 Canis Majoris / HD 50877) és una estrella a la constel·lació del Ca Major de magnitud aparent +3,82. Comparteix la denominació de Bayer «Òmicron» amb l'estrella ο² Canis Majoris, separades visualment 2 graus. Encara que físicament no estan relacionades ja que s'hi troben separades almenys 70 anys llum, es pensa que les dues estrelles van nàixer en el mateix complex de gas i pols interestel·lar.
A una incerta distància de 1.980 anys llum del sistema solar, Òmicron¹ Canis Majoris és un estrella supergegant vermella de tipus espectral K2Iab. És un estel fred de 4.000 K de temperatura i, com a tal, una part significativa de la seva radiació és emesa en la regió infraroja, sent 65.000 vegades més lluminosa que el Sol. La seva grandària és molt més gran que la del Sol, sent el seu diàmetre 530 vegades més gran. Si es trobara al centre del Sistema Solar, s'estendria un 60% més enllà de l'òrbita de Mart. Amb una massa de 18 masses solars, actualment fusiona el seu heli intern, i en un futur acabarà explotant com una supernova.
Òmicron¹ Canis Majoris està catalogada com una variable irregular de tipus LC, variant la seva brillantor de magnitud +3,78 a +3,99.